# Ale Essonide
Ale Essonide (in greco antico: Ἁλαὶ Αἰξωνίδες?, Halài Aixonídes) era un demo dell'Attica situato sulla costa a sud di Atene, tra i demi di Essone e di Anagirunte. Col primo di questi costituiva la trittia costiera affidata in virtù della riforma di Clistene alla tribù Cecropide.
I resti di questo demo sono stati identificati da William Martin Leake in quelli di un antico centro urbano presso capo Aghiá: tra di essi si trova una statua in marmo bianco raffigurante un leone.
Il nome di Ale Essonide deriva dalle saline (in greco antico: ἁλή?, halé, al plurale appunto ἁλαὶ) che vi erano situate.